# Liemehna
Liemehna ist ein Ortsteil der Gemeinde Jesewitz im Landkreis Nordsachsen, Sachsen.

## Lage
Der Ort liegt nordwestlich des Hauptortes Jesewitz. Durch den Ort führt die Kreisstraße 7422.

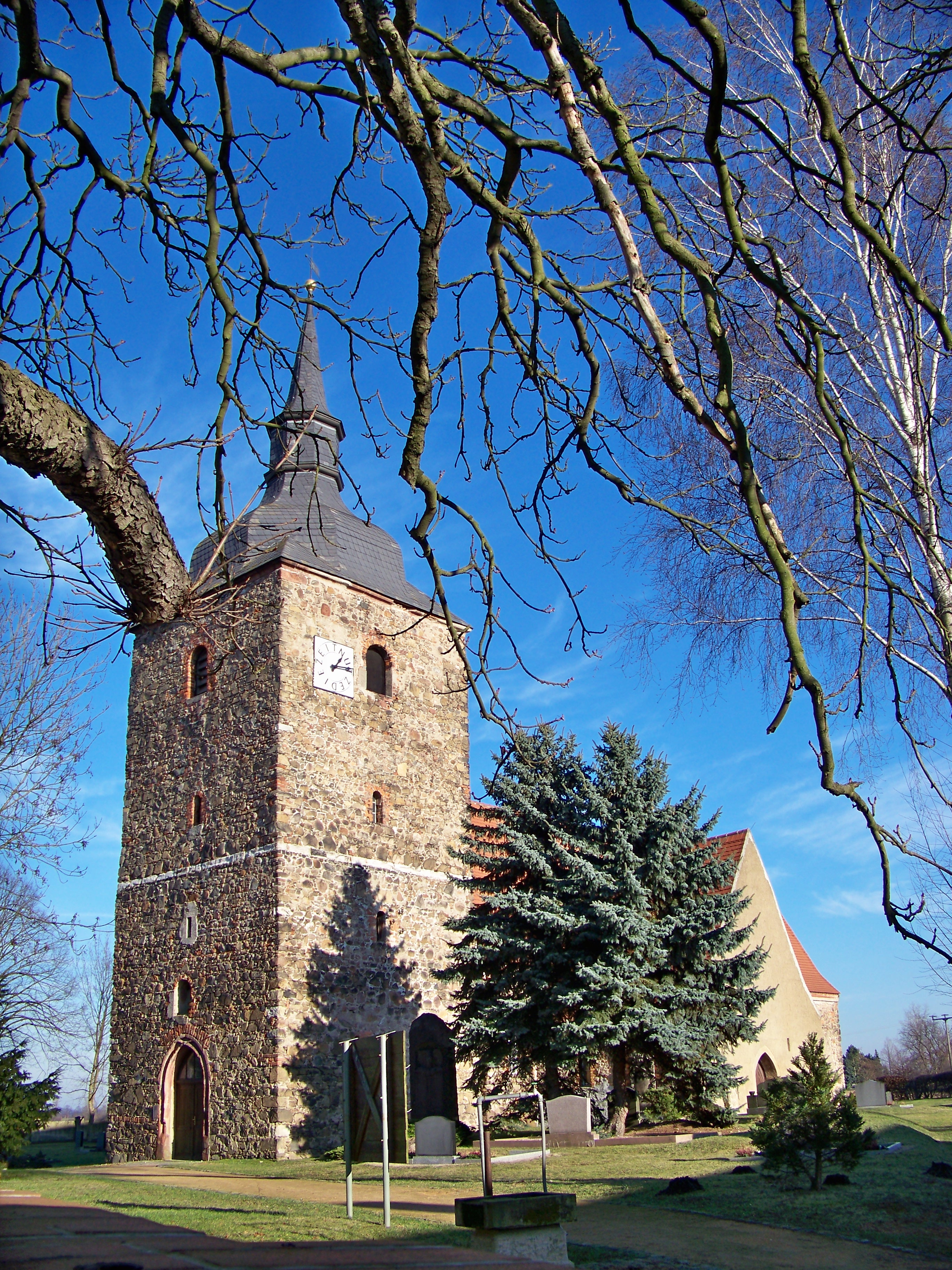
Liemehnaer Kirche

## Geschichte
Liemehna wurde im Jahre 1238 erstmals urkundlich erwähnt. Damals hieß der Ort noch Lumene, was mit dem tschechischen Begriff für Leute am Steinbruch übersetzt wird. Der Ort gehörte bis 1815 zum kursächsischen bzw. königlich-sächsischen Amt Eilenburg. Durch die Beschlüsse des Wiener Kongresses kam er zu Preußen und wurde 1816 dem Kreis Delitzsch im Regierungsbezirk Merseburg der Provinz Sachsen zugeteilt, zu dem er bis 1952 gehörte.
Am 20. Juli 1950 wurde Ochelmitz eingemeindet. Im Zuge der zweiten Kreisreform in der DDR im Jahr 1952 wurde Liemehna dem Kreis Eilenburg im Bezirk Leipzig angeschlossen, welcher 1994 im Landkreis Delitzsch aufging. Am 1. Januar 1974 erfolgte die Eingemeindung von Gallen. Liemehna hat sich am 1. März 1994 mit den ehemaligen Gemeinden Gotha, Jesewitz und Pehritzsch zur Großgemeinde Jesewitz auf freiwilliger Basis zusammengeschlossen.

## Religion
Die Kirche wurde im 13. Jahrhundert erbaut. Das neben Kirche und Friedhof gelegene Pfarrhaus stammt aus dem 17. Jahrhundert. Die Kirchgemeinde zu Liemehna ist heute Teil des evangelischen Kirchspiels Krostitz-Weltewitz in der Evangelischen Kirche in Mitteldeutschland. 
Im Pfarrhaus zu Liemehna ist seit 1972 die Bruderschaft Liemehna ansässig, welche von Theologiestudierenden unter Christoph Michael Haufe gegründet wurde und heute eine wichtige Pfarrbruderschaft innerhalb der Evangelisch-Lutherischen Landeskirche Sachsens darstellt. Während die meisten Mitglieder der Bruderschaft/Kommunität zusammen mit ihren Familien vor allem in Kirchgemeinden tätig sind, bietet das Pfarrhaus als „Martin-Rinckart-Haus“ bis heute (vor allem Theologie-)Studierenden die Möglichkeit, ein gemeinsames geistliches Leben auf Zeit zu praktizieren.

## Persönlichkeiten
- David Auerbach (1599–1647), lutherischer Theologe, wurde in Liemehna geboren.
- Karl Krause (1823–1902), Unternehmer, wurde in Liemehna geboren.
- Jeremias Simon (1632–1701), lutherischer Geistlicher, Dichter, Chronist; 1667–1701 Pfarrer in Liemehna

## Sonstiges
Der Saal in Liemehna wurde ca. 1911 erbaut und war bis ca. 1970 in Privathand. Danach wurde er der damaligen Gemeinde Liemehna übergeben. Im Jahr 2001 wurde er zum Gemeindezentrum für die Gemeinde Jesewitz ausgebaut.